# Союз земель соборної України
Союз Земель Соборної України — політична партія ліберального спрямування, заснована 1948 в Ашаффенбурзі (Західна Німеччина), перейменована на II з'їзді у Новому Ульмі (1950) на Селянську Партію (в складі УНРади).
Організатор і лідер партії Володимир Доленко, по його смерті (1971) — Ю. Семенко. Інші діячі СЗСУ: В. Дубів, В. Дубровський, Д. Мельник й ін. Осідок секретаріату партії в Нью-Йорку, орган — «Український селянин» (1953—1966).